# سفارة النرويج في النمسا
سفارة النرويج في النمسا هي أرفع تمثيل دبلوماسي لدولة النرويج لدى النمسا. تقع السفارة في فيينا وهي تهدف لتعزيز المصالح النرويجية في النمسا.

## وصلات خارجية
- الموقع الرسمي
- قائمة سفارات النرويج
- قائمة السفارات في النمسا